# Густафсдоттер, Жанетт
Жанетт Густафсдоттер (швед. Jeanette Gustafsdotter; род. 24 декабря 1965) — шведский  юрист, специализирующийся на праве в области СМИ и интеллектуальной собственности, политический и государственный деятель. Член Социал-демократической рабочей партии. В прошлом — министр культуры Швеции (2021—2022).

## Биография
Была главой шведской ассоциации издателей СМИ Tidningsutgivarna (TU). С февраля 2020 года — генеральный секретарь шведской ассоциации музеев Sveriges Museer.
30 ноября 2021 года получила пост министра культуры Швеции в правительстве Магдалены Андерссон.